# Oikologoi Prasinoi
Oikologoi Prasinoi (Ekologiskt gröna, Οικολόγοι Πράσινοι) är ett politiskt parti i Grekland, grundat den 8 december 2002. Partiet är medlem i Europeiska gröna partiet och inkluderar det tidigare Prasini politiki (Grön politik).